# Anti-café

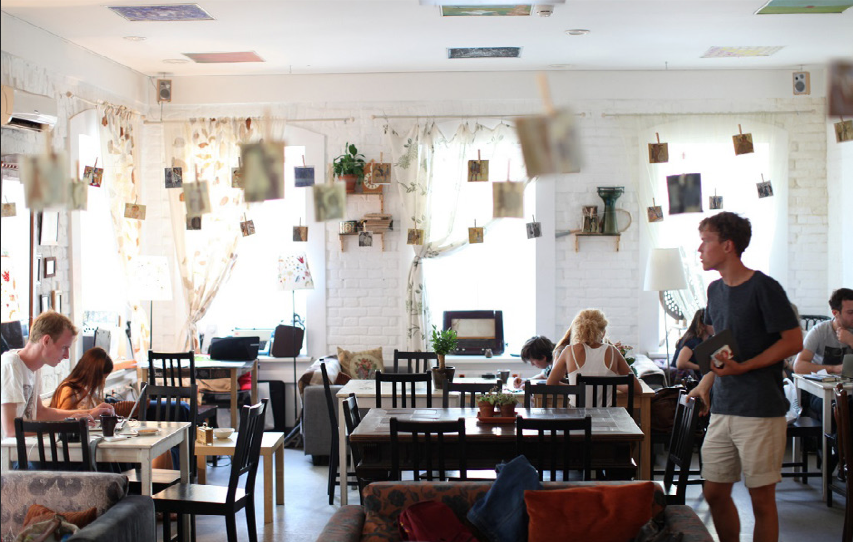
Interno dell'anti-café Ziferblat a Mosca

Un anti-café (anche detto anti-caffè) è un locale che offre spazio di lavoro, cibo e bevande, e nel quale i clienti pagano esclusivamente il tempo trascorso. Tale tipologia di caffè è divenuta popolare intorno al 2011 in Russia e in altri Paesi della CSI, con la conseguente apertura di altri locali in tutto il mondo.
Il concetto di anti-café si rivolge soprattutto a imprenditori, nomadi digitali, studenti e artisti che necessitano di un luogo economico e conveniente per svolgere il proprio lavoro e incontrare altri professionisti. Gli spazi possono inoltre essere utilizzati dalle aziende come luogo per organizzare presentazioni e conferenze a costi contenuti.

## Funzionamento
I clienti di un anti-caffè non pagano direttamente ciò che bevono o mangiano, bensì il tempo che trascorrono nel locale, di solito calcolato al minuto (o all'ora). In quel lasso di tempo possono servirsi di caffè e tè, spuntini e dessert. Oltre a cibo e bevande, gli anti-caffè possono offrire giochi da tavolo, collezioni di libri, strutture per il coworking, accesso wireless a Internet, film e console per videogiochi.